# Дешпортіву да Прая
Групу Дешпортіву і Культурал да Прая або просто «Дешпортіву да Прая» (порт. Grupo Desportivo e Cultural da Praia) — професіональний кабовердійський футбольний клуб з міста Прая, на острові Сантьягу.

## Герб клубу
Логотип «Дешпортіву» складається з синього кола, в середині якого вписана абревіатура «GDCP» і велика літера «D» праворуч, а зліва — назва клубу португальською мовою.

## Стадіон
Він заснований в столиці держави місті Прая на острові Сантьяго і грає на стадіоні, який вміщує 8000 осіб. Він грає разом з трьома іншими відомими командами з Праї, в тому числі з Академікою та Травадорешем на тому ж самому стадіоні.

## Форма клубу
Домашня форма клубу складається зі футболки смугастого біло-синього кольору, а також синіх шортів та шкарпеток. Виїзна форма відрізняється від домашньої лише кольором футболки (білим).

## Історія
Клуб було засновано в 1979 році. За свою історію «Дешпортіву» виграв Чемпіонат острова Сантьягу (1990 рік), а також два Відкритих Чемпіонати Праї в 2014 та 2015 роках. Їх перша поява в національному Чемпіонаті Кабо-Верде припала на сезон 1990 року, де клуб дійшов до фіналу, в якому поступився Мінделенше за сумою двох поєдинків (в першому матчі програв з рахунком 0:2, а в другому — переміг 1:0). Вдруге клуб зіграв у Чемпіоншипі в 2013 році, де дійшов до півфіналу.

## Досягнення
- Чемпіонат острова Сантьягу: 1 перемога

1990
- Відкритий чемпіонат острову Прая: 2 перемоги

2014, 2015

## Статистика виступів у лігах та чемпіонатах

### Національний чемпіонат
| Сезон | Див. | Міс. | Іг. | В | Н | П | ЗМ | ПМ | РМ | О | Кубок | Примітки | Плей-офф    |
| ----- | ---- | ---- | --- | - | - | - | -- | -- | -- | - | ----- | -------- | ----------- |
| 2013  | 1B   | 3    | 5   | 2 | 3 | 0 | 6  | 3  | +3 | 9 |       |          | Півфіналіст |

### Острівний чемпіонат
| Сезон   | Див. | Міс. | Іг. | В  | Н | П | ЗМ | ПМ | РМ  | О  | Кубок | Суперкубок | Примітки                                  |
| ------- | ---- | ---- | --- | -- | - | - | -- | -- | --- | -- | ----- | ---------- | ----------------------------------------- |
| 2012-13 | 2    | 2    | 18  | -  | - | - | -  | -  | -   | -  |       |            | Також вийшов до національного Чемпіоншипу |
| 2013-14 | 2    | 3    | 18  | 10 | 6 | 2 | 37 | 17 | +20 | 36 |       |            |                                           |
| 2014-15 | 2    | 3    | 18  | 9  | 6 | 3 | 37 | 20 | +17 | 33 |       |            |                                           |

## Деякі статистичні дані
- Найкращий рейтинг: 2-ге місце (національний чемпіонат)

## Відомі гравці
- Марсіу, в сезоні 2014 року (найкращий бомбардир Чемпіонату острова Сантьягу (Південь))